# TAC Spitze
TAC Spitze (Techniker Alpen Club Spitze) – szczyt w masywie Griesmauer, w Grupie Hochschwab, w Północnych Alpach Wapiennych. Leży w Austrii, w kraju związkowym Styria.